# Chico Freeman
Pour les articles homonymes, voir Freeman.
Chico Freeman est un saxophoniste ténor américain né le 17 juillet 1949 à Chicago en Illinois. Il est le fils du saxophoniste de jazz Von Freeman et est diplômé de l'Université Northwestern. Chico Freeman a joué entre autres musiciens avec Wynton Marsalis, Bobby Hutcherson, Hilton Ruiz, Djamel Laroussi, Chaka Khan, Celia Cruz, Tito Puente ou Cecil McBee.

## Biographie

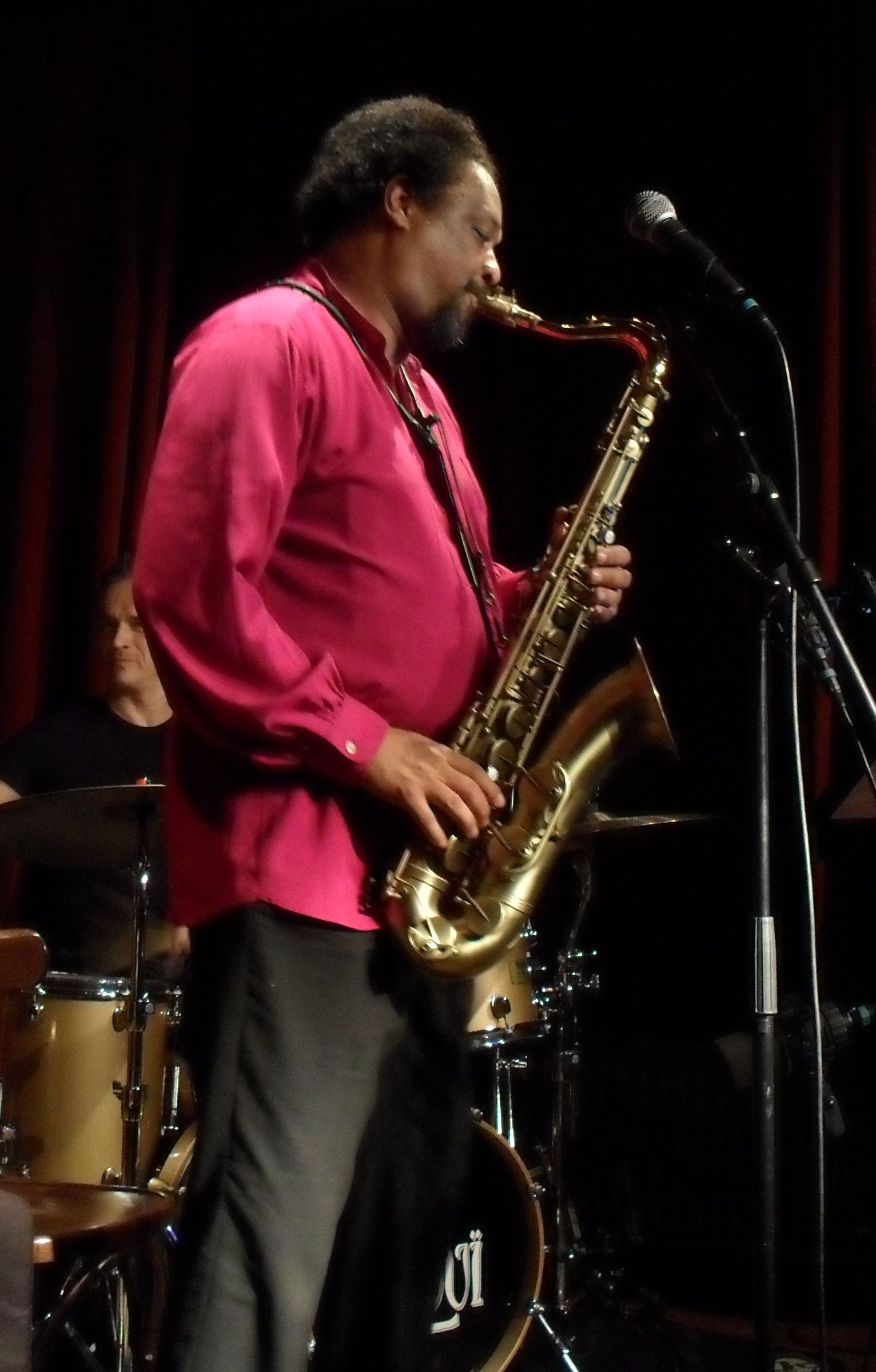
Chico Freeman (2011)

## Discographie

### En tant que leader
- Morning Prayer (India Navigation/Whynot Records, 1976)
- Chico (India Navigation, 1977)
- Beyond the Rain (Contemporary, 1978)
- Kings of Mali (India Navigation, 1978)
- The Outside Within (India Navigation, 1978)
- Spirit Sensitive (India Navigation, 1979)
- No Time Left (Black Saint/Soul Note, 1979)
- Peaceful Heart, Gentle Spirit (Contemporary, 1980)
- Destiny's Dance (Contemporary, 1981)
- Tradition in Transition (Elektra/Musician, 1982)
- The Search (India Navigation, 1982)
- Tangents avec Bobby McFerrin (Elektra/Musician, 1984)
- Live at Ronnie Scott’s (Hendring, 1988; recorded 1986)
- The Pied Piper (Black-Hawk, 1987)
- Tales of Ellington (Black-Hawk, 1987)
- Lord Riff and Me (Whynot/Candid, 2010; recorded 1987)
- Mystical Dreamer avec Brainstorm (In & Out, 1989)
- You’ll Know When You Get There (Black Saint, 1990)
- Sweet Explosion avec Brainstorm (In & Out, 1990)
- Threshold avec Brainstorm (In & Out, 1993)
- The Unspoken Word avec Arthur Blythe live at Ronnie Scott’s (Jazz House, 1994)
- Focus (Contemporary, 1995)
- Still Sensitive (India Navigation, 1995)
- The Emissary (Clarity, 1996)
- Oh, by the Way avec Guataca (Double Moon, 2002)
- Out of Many Comes the One (Arabesque Records, 2004)
- The Essence of Silence avec le Fritz Pauer Trio (CD Baby/Jive Music, 2010)
- Elvin: Tribute to Elvin Jones avec Joe Lovano (CD Baby/Jive Music/Edel, 2012)
- The Arrival[1] avec Heiri Känzig (Intakt Records (en), 2015)
- Spoken Into Existence (Jive Music, 2015)

### En tant que co-leader
Avec Arthur Blythe
- Luminous (Jazz House, 1989)

Avec Arthur Blythe et Lester Bowie
- Out Here Like This (Black Saint, 1988)
- Unforeseen Blessings (Black Saint, 1989)

Avec Von Freeman
- Freeman & Freeman (India Navigation, 1981)
- Fathers & Sons (Columbia, 1982), seulement présent sur la face B (la face A provenant de Marsalis family)
- Live at the Blue Note with Special Guest Dianne Reeves (Half Note Records, 1999)

Avec The Leaders
- Mudfoot (Black-Hawk, 1986)
- Out Here Like This (Black-Hawk, 1987)
- Unforeseen Blessings (Black Saint, 1988)
- Heaven Dance (Sunnyside, 1988)
- Spirits Alike (Double Moon, 2007)

Avec David Murray
- David Murray, Chico Freeman with Özay (ITM, 2011)

Avec Roots (Arthur Blythe, Nathan Davis, Sam Rivers, a.o.)
- Salutes the Saxophone - Tributes to John Coltrane, Dexter Gordon, Sonny Rollins and Lester Young (In & Out, 1992)
- Stablemates (In & Out, 1993)
- Say Something (In & Out, 1995)
- For Diz & Bird (In & Out, 2000)

Avec Mal Waldron
- Up and Down (Black Saint, 1989)

Avec The Young Lions (a.k.a. Lincoln Center Stars), feat. Wynton Marsalis, Paquito D’Rivera, Kevin Eubanks, Anthony Davis, a.o.
- The Young Lions (Elektra/Musician, 1982)

### En tant que sideman
Avec Ahmed Abdullah
- Abdullah Live at Ali's Alley (Cadence Jazz Records, 1980)

Avec Jack DeJohnette
- Tin Can Alley (ECM, 1981)
- Inflation Blues (ECM, 1983)

Avec Kip Hanrahan
- Coup de tête (American Clavé, 1981)
- Tenderness (American Clavé, 1990)
- All Roads Are Made of the Flesh (American Clavé, 1995)

Avec Jay Hoggard
- Rain Forrest (Contemporary, 1981)

Avec La Mont Zeno Theatre
- Black Fairy (Taifa, 1975)

Avec Carmen Lundy
- Moment to Moment (Arabesque Records, 1992)

Avec Cecil McBee
- Music from the Source (Enja, 1978)
- Compassion (Enja, 1979)
- Alternate Spaces (India Navigation, 1979)

Avec Don Pullen, Fred Hopkins et Bobby Battle
- Warriors (Black Saint, 1978)

Avec The Pyramids
- Music of Idris Ackamoor (Compilation on EM (Japan), 2006)

Avec Sam Rivers' Rivbea All-Star Orchestra
- Inspiration and Culmination (BMG France, 1999)

Avec Dom Um Romão
- Saudades (Water Lily Acoustics, 1993)

Avec McCoy Tyner
- La Leyenda de La Hora (Columbia, 1981)

Avec Edward Vesala
- Heavy Life (Leo Records, 1980)

Avec the Reto Weber Percussion Orchestra et Franco Ambrosetti
- Face to Face (Live at the Jazzfest Berlin '99) (Double Moon, 1999)

Avec Mari Wilson
- The Rhythm Romance (Dino Entertainment, 1991)